# Gérard de Lally-Tollendal

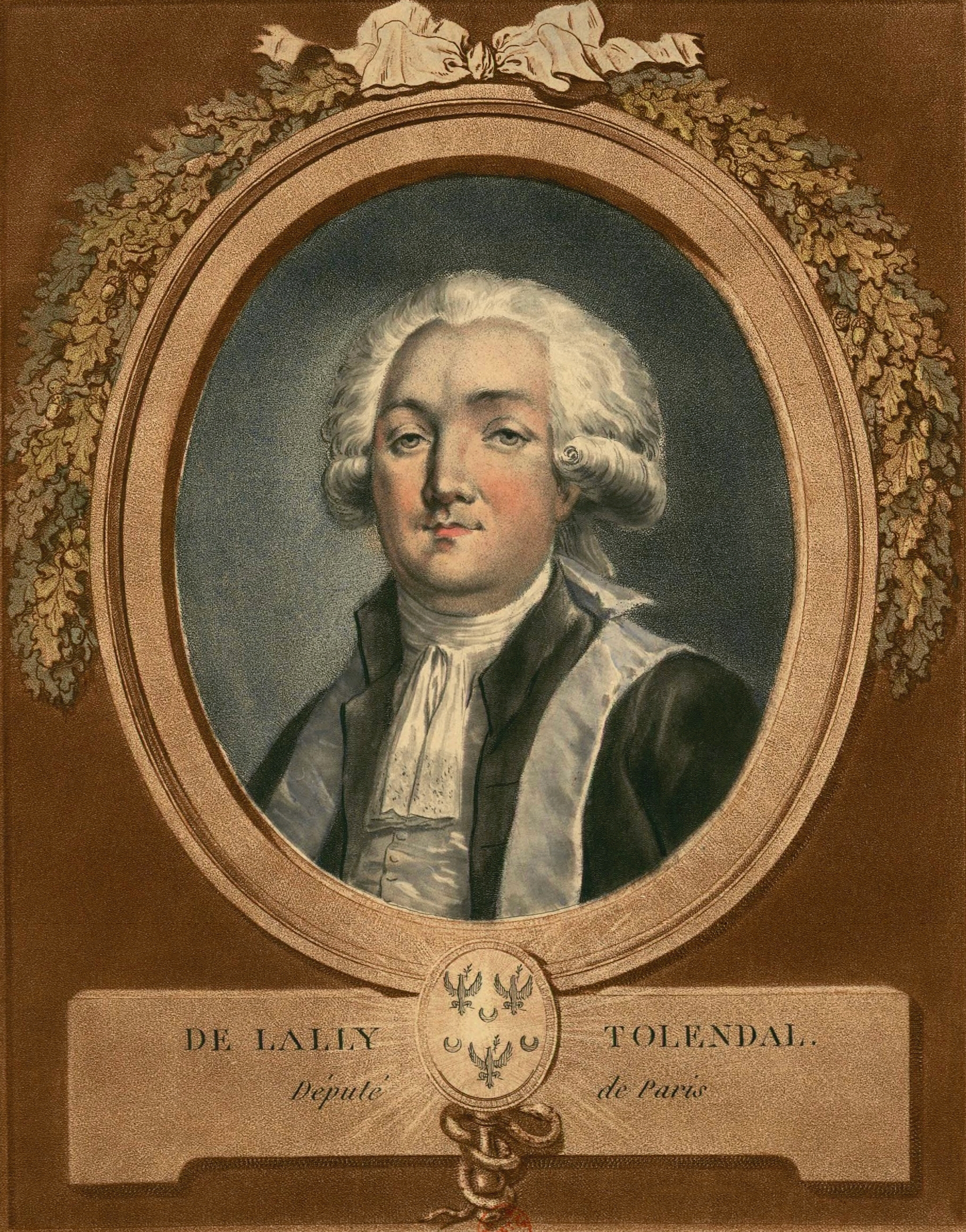
Portret door Sergent uit 1789

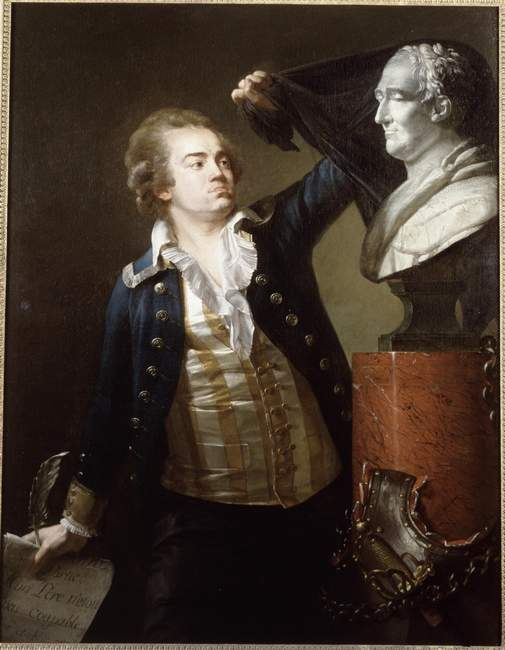
Gérard de Lally-Tollendal onthult de buste van zijn vader (Jean-Baptiste-Claude Robin, 1787)

Trophime-Gérard, graaf van Lally, baron van Tollendal, daarna markies van Lally-Tollendal, beter bekend onder de naam Gérard de Lally-Tollendal (Parijs, 15 maart 1751 – aldaar, 11 maart 1830) was een politicus, militair en literator. In het begin van de Franse Revolutie verdedigde hij enige tijd de constitutionele monarchie, maar finaal streefde hij naar een herstel van het ancien régime.

## Afkomst en strijd voor zijn vader
Gérard de Lally-Tollendal was de gewettigde zoon van Thomas-Arthur, graaf de Lally, baron de Tollendal en diens maîtresse Félicité Crafton. Zijn vader was een Franse officier van Ierse afkomst, gouverneur van Frans-Indië, die door het parlement van Parijs verantwoordelijk werd gesteld voor de Franse nederlaag tijdens het beleg van Pondicherry in 1761, en geëxecuteerd. Pas vlak na de onthoofding, 9 mei 1766, vernam Trophime – zoals hij toen heette – dat de terechtgestelde zijn vader was. Hij begon een strijd voor diens eerherstel. Gesteund door Voltaire, wiens Fragments sur quelques révolutions dans l'Inde et sur la mort du Comte de Lally verschenen in 1773-1774, voerde hij talloze procedures tot de Raad van State op 4 september 1786 de veroordeling verbrak en Lodewijk XVI daarna de gedachtenis aan zijn vader rehabiliteerde. Na deze afloop schreef Lally-Tollendal een voorstel om de willekeur van het Franse strafrecht aan te pakken. Hij had gestudeerd aan het Collège d'Harcourt en was een geletterd man.
Na zijn studies had Lally-Tollendal voor een militaire carrière gekozen en in 1773 had Lodewijk XV hem benoemd bij de Musketiers. In 1779 kocht hij het ambt van grootbaljuw van Étampes. Hij was tweede kapitein bij de koninklijke kurassiers toen hij in 1785 het leger vaarwel zei om zich op zijn processen te concentreren.

## Franse Revolutie
De adel van Parijs koos hem in 1789 als afgevaardigde naar de Staten-Generaal. In een conservatieve stellingname verdedigde hij de stemming per stand, maar in juni was hij bij de 47 edelen die de Nationale Vergadering vervoegden. De Franse Revolutie was aan het uitbreken en wilde het land transformeren via een geschreven grondwet. Lally-Tollendal had een voor een edelman liberaal profiel en werd op 14 juli een van de twee adellijke leden in de grondwetscommissie van de Nationale Grondwetgevende Vergadering. Hij hield die zomer beklijvende toespraken. In de nachtelijke zitting van 4-5 augustus keerde hij zich tegen de afschaffing van de feodaliteit.
Zijn hoop was gesteld op een machtsdeling tussen koning en parlement naar Brits model, maar het onbeperkte veto dat de grondwetscommissie aan de koning wilde geven, werd afgewezen en ook het voorgestelde bicameralisme, met een matigend hogerhuis, haalde het niet. Een succesje was de aanvaarding van zijn passage over "deugden en talenten" in artikel 6 van de Verklaring van de rechten van de mens en de burger. Het nam niet weg dat het project van de monarchiens had gefaald en dat hij fundamenteel ontgoocheld was.
Op 2 november nam Lally-Tollendal ontslag uit de constituante, onder opgave van gezondheidsredenen maar later verwijzend naar de Mars op Versailles. Hij emigreerde het volgende jaar naar Lausanne, en keerde in 1792 terug naar Frankrijk. Op 10 augustus, dag van de bestorming van de Tuilerieën, werd hij gearresteerd tijdens een vergeefse poging om de koninklijke familie te evacueren. Opgesloten in de Prison de l'Abbaye, kwam hij kort voor de Septembermoorden miraculeus vrij. Hij ontkwam naar Engeland, van waaruit hij de Nationale Conventie aanschreef met de vraag te mogen deelnemen aan de verdediging van Lodewijk XVI in diens proces voor hoogverraad. Hij werd niet in het land toegelaten.

## Restauratie
Na de staatsgreep van 18 Brumaire, die Napoleon Bonaparte aan de macht bracht, keerde Lally-Tollendal nog niet terug naar Frankrijk. Hij wachtte tot de amnestie van 1802 en ook dan meed hij politieke mandaten, zich vestigend in Bordeaux. Bij het eerste teken van de Restauratie vergezelde hij Lodewijk XVIII naar Gent. Hij zetelde in zijn geheime raad en werd schaduwminister van onderwijs. Weldra werd hij met eer overladen. In 1816 trad hij toe tot de Académie française, in de zetel van de wegens "koningsmoord" uitgesloten Sieyès, en het volgende jaar werd hij verheven tot markies. De markies de Lally-Tollendal werd pair van Frankrijk en minister van Staat, grootofficier van het Legioen van Eer, alsook ridder-commandeur en groot penningmeester van de Orde van de Heilige Geest.

## Publicaties
- Essai sur quelques changements qu’on pourrait faire dès à présent dans les lois criminelles de France, 1787
- Pièces justificatives contenant differentes motives et opinions, 1789
- Rapport sur le gouvernement qui convient à la France, 1789
- Lettre à ses commettants, 1789
- Brief van Marquis Trophime Gérard de Lally- Tollendal aan J. Necker, 1789
- Quintius Capitolinus aux Romains: extrait du troisième livre de Tite-Live, 1790
- Adresse de M. de Lally-Tollendal aux Français, ou, La dinde à la broche, la poule au pot & la grande pinte, servis ensemble sur les tables du peuple, 1790
- Mémoire de M. le Comte de Lally-Tollendal, ou Seconde lettre à ses commettans, 1790
- Lettre Ecrite par M. le Comte de Lally-Tollendal, à une de ses amies, 1790
- Lettre écrite au très honorable Edmund Burke ecuier, membre du parlement d'Angleterre, 1791
- Post-scriptum d’une lettre à M. Burke, 1792
- Plaidoier du comte de Lally-Tolendal pour Louis XVI, 1793
- Songe d'un Anglais fidèle à sa patrie et à son roi, 1793
- Reponse du Comte de Lally Tolendal, a M. L'Abbé D..., grand vicaire, 1793
- Mémoire au roi de Prusse pour réclamer la liberté de La Fayette, 1795
- Le Comte de Strafford, tragédie en 5 actes et en vers, 1795
- Défense des émigrés français adressée au peuple français, 1797
- Mémoires concernant Marie-Antoinette, 1804
- Essai sur la vie de T. Wentworth, comte de Strafford, principal ministre du roi Charles Ier. Et sur l'histoire generale d'Angleterre, d'Écosse et d'Irelande a cette époque, 1814